# Севастопольский кружок любителей спорта
Севастопольский кружок любителей спорта (СКЛС) — спортивная организация, существовавшая в Севастополе с 1911 по 1924 годы. Кружок являлся соучредителем Всероссийского футбольного союза. Занимался развитием футбола, лёгкой атлетики, тенниса и велоспорта. Председателем кружка являлся Сергей Пестерев.

## История
Различные «кружки футболистов» начали появляться в крымских городах, включая Севастополь, в 1909 году, но существовали они без официального зарегистрированного статуса. Объединения создавались для создания футбольных команд и организации соревнований. В Севастополе созданный «кружок футболистов» организовал в 1910 году команды «Красные» и «Жёлтые». Названия команды получили из-за цвета формы. Появление команд позволило севастопольцам проводить матчи как между собой, так и с футболистами из Симферополя. 9 (22) июля 1910 года «Красные» и «Жёлтые» провели между собой товарищескую игру, отчёт о которой был опубликован в газете «Крымский вестник». Благодаря этой заметки данный матч считается первым свидетельством о проведении футбольных игр на территории Севастополя и Крыма в целом. В составе победителя, команды «Жёлтых», обыгравших соперника со счётом 5:3, играли: вратарь — Гнамм; беки — Козленко, Дмитриев; хавбеки — Эршлер, Пестерев, Козуля; нападающие — С. Петров, Александриди, Богоявленский, Кикидопуло, Буга.
Для получения официальной регистрации в сентябре 1910 года «кружок футболистов» направил в Севастопольское градоначальство устав своего объединения, получившего название «Севастопольский спортивный кружок». Тем не менее тогда регистрацию кружок не получил, но уже весной 1911 года был зарегистрирован «Севастопольский кружок любителей спорта» (СКЛС). Учредителями кружка стали Дмитрий Лазаревич Константинов и Сергей Петрович Пестерев.
Первое собрание в новом статусе состоялось 30 мая 1911 года в доме № 22 по Соборной улице (ныне — улица Суворова). На собрании было избрано правление кружка во главе с председателем Сергем Пестеревым. Вступительный взнос для членом кружка составил 1 рубль 50 копеек, а годовой взнос составил 1 рубль.
После создания кружка была создана третья футбольная команда в городе — «Синие», которая наряду с командами «Красных» и «Жёлтых» сыграла в турнире Севастопольского кружка любителей спорта, проведённому по двухкруговой системе с определением победителя по числу побед. Матчи турнира прошли на Рудольфовой горе (гора Матюшенко). Кроме футбола кружок занимался развитием легкой атлетики, тенниса и велоспорта. Так 3 июня 1912 года Севастопольский кружок любителей спорта организовал всекрымские велосипедные гонки по шоссе (90 км), которые стартовали в Ялте (имение Наташино) и финишировали в Севастополе. Участие в гонке приняло 12 велосипедистов, а до финиша добрались лишь 7 из них. Остальные выбыли из-за поломки велосипеда или травм. Победителем стал Фесенко из Симферополя, добавившийся до финиша за 4 часа 2 минуты и 15 секунд. При этом организаторы вручили медали всем спортсменам, сумевшим преодолеть дистанцию за пять часов. Следующие места от 2 до 5 заняли: Спиридонов (Севастополь), Пестерев (Ялта), Кастрюльников (Севастополь) и Динцер (Симферополь).
Накануне старта Олимпийских игра в Стокгольме был сформирован временный комитет для учреждения Всероссийского футбольного союза, который должен был стать главным футбольным органом Российской империи. В состав временного комитета, вместе с представителями из Москвы и Санкт-Петербурга, вошёл и Сергей Пестерев от Севастополя. Учредительное собрание Всероссийского футбольного союза состоялось 6 (19) января 1912 года, куда наряду с Одесской футбольной лигой, Московской футбольной лигой, Санкт-Петербургской футбол-лигой, Киевской футбольной лигой, Харьковской футбольной лигой, Санкт-Петербургской студенческой футбольной лигой, Николаевским спортивным клубом и Тверским кружком велосипедистов, конькобежцев и любителей спортивных игр вошёл и СКЛС. Членский взнос севастопольского кружка при вступлении в ВФС составил 5 рублей.

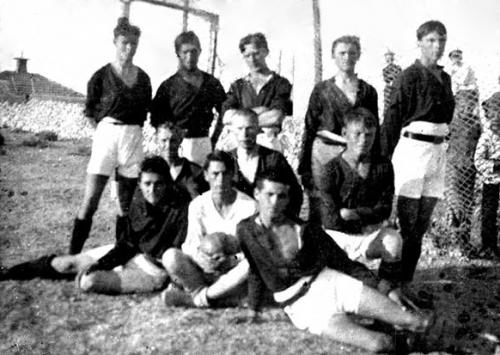
Команда «Рекс» в 1920 году

Во время Первой мировой войны Севастопольский кружок любителей спорта объявил всем желающим, что в сентябре 1915 года будет разыгран первый розыгрыш футбольного чемпионата города Севастополь. От участников турнира требовалось предоставить список футболистов, которые будут заявлены за команду. Для победителя чемпионата был создан переходящий серебряный кубок. Первым победителем турнира стала команда Константиновского реального училища. Одной из сильнейших команд при кружке являлся «Рекс», созданный в 1917 году.
В связи с гражданской войной футбольные соревнования прекратились. В 1922 году Сергей Пестерев восстанавливает работу СКЛС благодаря разрешению советских властей на функционирование частных спортивных обществ. Главной задачей восстановленного кружка стала организаций городского чемпионата 1922 года и создание Севастопольской футбольной лиги. По этому случаю 3 сентября 1922 года состоялось торжественное заседание правления кружка. Тогда же прошло избрание президиума будущей Севастопольской футбольной лиги.
Новая советская власть решением Совета народных комиссаров РСФСР от 27 июня 1923 года постановила, что созданные по законам Российской империи спортивные организации должны быть расформированы. Юридическое решение о роспуске СКЛС городской совет физической культуры Севастополя принял 9 апреля 1924 года. С ликвидацией Севастопольского кружка любителей спорта в городе на некоторое время прекратились все футбольные соревнования, а команды состязались лишь в товарищеских матчах. Сильнейшие футболисты, состоявшие в СКЛС, после роспуска кружка перешли в созданную в мае 1924 года спортивную ячейку при союзе «Местран» (Местный транспорт).